# Tossal de Sant Eloi
El Tossal de Sant Eloi és una muntanya de 407 metres que es troba al municipi de Tàrrega, a la comarca catalana de l'Urgell.